# Echeveria proxima
Echeveria proxima är en fetbladsväxtart som beskrevs av Walther. Echeveria proxima ingår i släktet Echeveria och familjen fetbladsväxter. Inga underarter finns listade i Catalogue of Life.